# Ленс (стрип)
Ленс (енгл. Lance; 1955-1960) је амерички стрип познат као један од последњих стрипова преко целе недељне стране у дневним новинама. Писао га је и цртао Ворен Тафтс, након прекидања свог култног серијала „Кејси Раглс“.
Радња прати пустоловине Ленса, америчког коњичког поручника, који учествује у освајању Западне обале за рачун Сједињених Америчких Држава у првој половини 19. века.
Стрипски критичар Бил Блекберд оценио је Ленса као „најбољег од пустоловних стрипова преко целе стране урађених после 1930-их“.
Серијал је високо оцењен и у стрипској критици у Србији, где се објављује од 1966. године.

## Стрипографија

### Изворне епизоде
Изворни назив епизоде; број табле; историјски оквир
- Јесен 1834.
- Зима/пролеће 1835.
- 1776-1834.
- Лето/јесен 1835.
- Зима 1835/1836.
- Пролеће 1836 - Лето 1837.
- Лето/јесен 1837
- Зима 1837.
- Пролеће 1838.
- Лето 1838.
- 1838-1845.
- 1845.
- 1847.

### Преводи на српски у магазинима
„Дечје новине“, Горњи Милановац
- Зенит, број 49–114, 1966–1967.
- Зенит ванредни, број 11, 1966.[2]
- Екс алманах, бројеви 45 (1976), 65, 67, 69, 71 (1977), 99, 102, 105, 106, 107, 109 (1978) и 235-241 (1980).[3]

„Ослобођење“, Сарајево
- Стрип арт, бр 25, 1982.[4]